# Ljubomir Markow
Ljubomir I Markow (buł. Любомир Марков) (ur. 24 czerwca 1927) – bułgarski pięściarz. Reprezentant kraju podczas igrzysk olimpijskich w 1952 w Helsinkach. 
Na igrzyskach w Helsinkach wystąpił w turnieju wagi lekkiej. W pierwszej rundzie przegrał z Hansem Wernerem Wohlersem z Niemiec Zachodnich.